# Rodnîkivka, Oleksandrivka
Rodnîkivka (în ucraineană Родниківка) este localitatea de reședință a comunei Rodnîkivka din raionul Oleksandrivka, regiunea Kirovohrad, Ucraina.

## Demografie
Componența lingvistică a localității Rodnîkivka
     Ucraineană (98,66%)
     Alte limbi (1,34%)
Conform recensământului din 2001, majoritatea populației localității Rodnîkivka era vorbitoare de ucraineană (98,66%), existând în minoritate și vorbitori de alte limbi.